# Батушево
Батушево — село в Атяшевском районе Республики Мордовия. Входит в состав Атяшевского сельского поселения.

## География
Расположено на реке Каганка.

## История
Впервые упоминается в 1624 году в «Книге письма и меры» как деревня Тарасова. В 1671 году при генеральной переписи мордвы Алатырского уезда уже имела двойное название Тарасова, Батушева тож. В «Списке населённых мест Симбирской губернии за 1863» Батушево казенная деревня из 169 дворов входящая в состав Ардатовского уезда.

## Население
| 2002 | 2010 |
| ---- | ---- |
| 857  | ↘842 |

Национальный состав
Согласно результатам Всероссийской переписи населения 2002 года, в национальной структуре населения мордва-эрзя составляла 95 %.